# 六加行法
六加行法（ろく-けぎょう-ほう, སྦྱོར་བའི་ཆོས་དྲུག། [sbyor ba'i chos drug]）は、チベット仏教の入門修行。
加行（けぎょう）は仏道修行を実践する際の入門となる準備的な前行。
チベットでは、弥勒『現観荘厳論』の実践的な秘訣としてとかれ、ツォンカパ『菩提道次第論』に沿った六段階として整理される。
以下の六段階からなる。
1. 道場の浄化と尊像の安置 (གནས་ཁང་བྱི་དོར་བྱས་ལ་སྐུ་གསུང་ཐུགས་རྟེན་དགྲམ་པ། [gnas khang byi dor byas la sku gsung thugs rten dgram pa])
2. 清浄なる供養 (མཆོད་པ་གཡོ་མེད་པར་བཙལ་ལ་བཀོད་པ་མཛེས་པར་བཤམ་པ། [mchod pa g.yo med par btsal la bkod pa mdzes par bsham pa])
3. 正しい座法と帰依・発心 (ལུས་རྣམ་སྣང་ཆོས་བདུན་གྱི་སྒོ་ནས་སྐྱབས་འགྲོ་སེམས་བསྐྱེད་བྱ་བ། [lus rnam snang chos bdun gyi sgo nas skyabs 'gro sems bskyed bya ba])
4. 聖衆の世界の観想 (ཚོགས་ཞིང་གསལ་གདབ་པ། [tshogs zhing gsal gdab pa])
5. 七支分と曼荼羅供養 (བསགས་སྦྱང་གི་གནད་བསྡུས་པ་ཡན་ལག་བདུན་པ་མཎྜལ་དང་བཅས་པ་འབུལ་བ། [bsags sbyang gi gnad bsdus pa yan lag bdun pa maN+Dal dang bcas pa 'bul ba])
6. 至心な祈願 (རྒྱུད་དང་འབྲེལ་ཞིང་གསོལ་བ་གདབ་པ། [rgyud dang 'brel zhing gsol ba gdab pa])

## 道場の浄化と尊像の安置[3]
次の二段階からなる。
1. 道場を清める：「道場」(＝自身が日々の修行を実践する場所。寺院・修行場・自宅の仏間など)を清掃する。
2. 道場に仏陀の身・口・意のよりどころ（仏像・仏画、経典、仏塔）を安置する。

## 清浄なる供養[4]
「七種供養」（＝七種類の供物（閼伽水・洗足水・華鬘・焼香・灯明・塗香・飲食）と「奏楽」を象徴する法具（金剛鈴・金剛杵・鐃・ダマル）を供物として捧げる。
「七種供養」は、「七器」（＝全く同型の金属の器7つ）に、作法に則した水をそそぐことで代替できる。

## 正しい座法と帰依・発心[5]
1. 座具を用意し、「毘盧遮那の七法」という作法に従って着座し、数息観（すそくかん）により、自身の精神を仏道修行にふさわしく落ち着いた状態に整える。着座にあたり、五体投地（両手・両膝・額を作法に従い地面につけ、「自身の身・口・意（しん・く・い）の全てをもって礼拝する」と観じつつ平伏する修行）を3回または7回・21回・108回行う。
2. 帰依（三宝への帰依）と発心(衆生の救済の為に仏陀となること)を念じる。

## 聖衆の世界の観想[6]
自身の眼前に、「広大な方便の流れ」と「空性の見解の流れ」、「密教の流れ」の諸師、密教タントラの本尊・諸仏・諸菩薩・声聞・縁覚・空行母・護法尊などの無数の聖衆が鎮座するありさまを観想し、これらの集会（しゅうえ）に帰依し、真摯な祈願を行う。この「聖衆の集会」を図示したのがツォクシン（ཚོགས་ཞིང་ [tshogs zhing]）というタイプの仏画である。

## 七支分と曼荼羅供養[7]
‘’七支分’’(yan lag bdun)は、六加行の中心となる修行で、礼拝・供養・懺悔・随喜・勧請・祈願・廻向の七種の修行から成る。
1. 礼拝
2. 供養:第４次第で観想した聖衆の集会に対し、(1)まず第3次第で仏前に供えた供物を捧げ、(2)ついで「観想を通じて心に現れた無量の供物」を捧げ、(3)曼荼羅供養を行い、(4)最後に「行の供養」を行う。
3. 懺悔
4. 随喜
5. 勧請
6. 祈願
7. 廻向

## 至心な祈願[9]
1. 邪見を断つ祈願
2. 正見を得る祈願
3. 前２者を得るため外と内の障礙を除かしめる祈願